# Muhyiddin Yassin

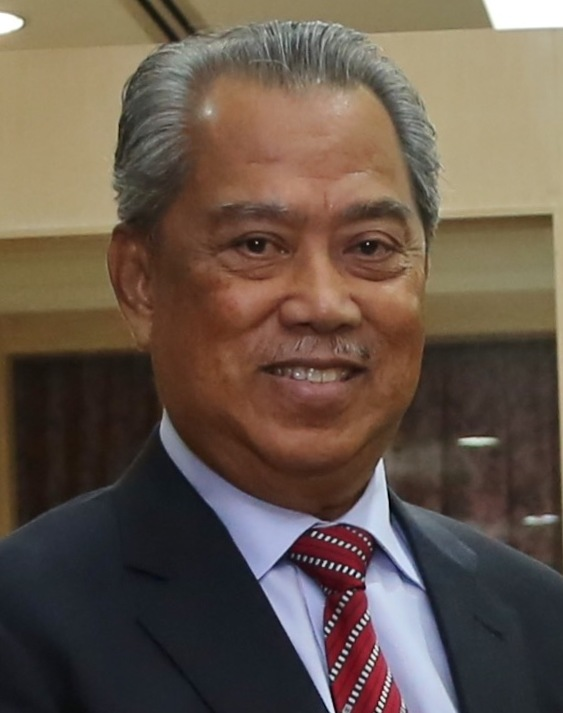
Muhyiddin Yassin (2018)

Muhyiddin bin Haji Muhammad Yassin  (geboren als Mahiaddin bin Haji Muhammad Yassin; * 15. Mai 1947 in Muar, Johor) ist ein malaysischer Politiker. Er war von März 2020 bis August 2021 der 8. Premierminister Malaysias. Er wurde am 29. Februar 2020 ernannt und am 1. März 2020 nach Mahathir bin Mohamads Rücktritt vereidigt. Am 16. August 2021 bot er seinerseits seinen Rücktritt an, blieb allerdings vorläufig im Amt. Schließlich wurde Yassin am 21. August 2021 von König Abdullah Shah entlassen. Auf ihn folgte Ismail Sabri Yaakob. Yassin ist seit 2016 Mitglied der Malaysian United Indigenous Party und war davor von 1978 bis 2016 Mitglied der United Malays National Organisation (UMNO).

## Leben
Muhyiddin wurde im Bundesstaat Johor geboren. Sein Vater, Haji Muhammad Yassin bin Muhammad, war ein Malaie, welcher der Ethnie der Bugis angehörte. Er war ein islamischer Theologe und Geistlicher. Seine Mutter, Hajjah Khadijah binti Kassim, war eine Malaiin javanischer Abstammung. Er trat nach seinem Abschluss in  Ökonomie an der Universität Malaya in den staatlichen öffentlichen Dienst ein und übernahm Führungspositionen bei verschiedenen staatlichen Unternehmen. 1978 wurde er zum Abgeordneten für Pagoh ins Parlament von Malaysia gewählt. Während seiner Amtszeit als Abgeordneter wurde er zum Parlamentarischen Sekretär des Außenministers, zum stellvertretenden Minister für Bundesgebiete und später zum stellvertretenden Minister für Handel und Industrie ernannt. Von 1986 bis 1995 war er Chef der UMNO des Staates Johor und nahm die Position des Menteri Besar (vergleichbar mit einem Ministerpräsidenten) von Johor ein.
1995 kehrte er in die nationale Politik zurück und wurde als Minister für Jugend und Sport in das Kabinett berufen. Nach den Parlamentswahlen 1999 wurde er zum Minister für Binnenhandel und Verbraucherschutz ernannt und 2000 zum Vizepräsidenten der UMNO ernannt. Unter der Leitung von Abdullah Ahmad Badawi war Muhyiddin Minister für Landwirtschaft und Agrarindustrie von 2004 bis 2008 und danach Minister für internationalen Handel und Industrie von 2008 bis 2009. Er wurde 2009 von Premierminister Najib Razak zum stellvertretenden Premierminister und Bildungsminister ernannt. Ab dem 9. April 2009 war er zudem Vizepremierminister von Malaysia. Am 28. Juli 2015 wurde er von Najib Razak aus diesen Positionen entlassen und ein Jahr später aus seiner Partei ausgeschlossen. Er schloss sich darauf der Malaysian United Indigenous Party an, welche im selben Jahr gegründet wurde.
Am 29. Februar 2020, eine Woche nachdem das Land in eine politische Krise geraten war, wurde Muhyiddin Yassin von König Abdullah Shah zum Premierminister ernannt, nachdem Mahathir bin Mohamad fünf Tage zuvor überraschend zurückgetreten war. Während der Regierung von Muhyiddin war Malaysia in drei große Sperren geraten und die Wiedereröffnungsziele wurden zurückgesetzt. Diese wurden durch den National Recovery Plan ersetzt. Er bot am 16. August 2021 zusammen mit seinem gesamten Kabinett seinen Rücktritt an. Verbündete Parlamentsabgeordnete und König Abdullah Shah hatten ihm zuvor die Unterstützung entzogen. Muhyiddin war außerdem während der COVID-19-Pandemie ein schlechtes Management vorgeworfen worden. Malaysia hat eine der weltweit höchsten Infektionsraten und Todesfälle im Verhältnis zur Einwohnerzahl. Bis zur Bildung einer neuen Regierung blieb Muhyiddin mit einer Übergangsregierung im Amt.

## Kontroversen

### Malaiisch zuerst
Muhyiddin geriet im März 2010 in eine Kontroverse, als er erklärte, er sei „Malaiisch zuerst“ und nicht „Malaysisch zuerst“. Er sagte auch, dass es nichts Falsches sei, wenn andere Ethnien im Land dasselbe tun. Zum Beispiel könnten die Chinesen behaupten, „Chinese zuerst, Malaysier zweitens“ zu sein und dasselbe würde für Inder gelten. In der Malaysian United Indigenous Party, in der er Mitglied ist, können nicht-Bumiputra (ethnische Malaiien) zwar Mitglied werden, dürfen jedoch nicht an Parteiwahlen teilnehmen.

### Strafverfahren
Am 10. März 2023, Gegen den Muhyiddin Yassin, ist nacho Korruptionsvorwürfen Anklage erhoben worden. Dem 75-Jährigen würden Amtsmissbrauch in vier Fällen und Geldwäsche. Der Politiker habe die Anschuldigungen zurückgewiesen. Er werfe der neuen Regierung unter Ministerpräsident Anwar Ibrahim vor, die Opposition zum Schweigen bingen zu wollen. Nach Ex-Ministerpräsident Najib Razak ist Muhyiddin bereits der zweite frühere Regierungschef Malaysias, gegen den Ermittlungen eingeleitet werden.

## Persönliches
Muhyiddin ist seit 1978 mit Noorainee Abdul Rahman verheiratet und Vater von vier Kindern.